# Alive III
Alive III je živé album americké rockové skupiny Kiss vydané v roce 1993. Nahrávky na albu jsou pořízeny z koncertů v Clevelandu, Detroitu a Indianapolis při turné Revenge v roce 1992. Je to první živé album v historii skupiny vydané v období bez make-upu.

## Seznam skladeb
| Pořadí         | Název                            | Autor                     | Hlavní zpěvák     | Délka |
| -------------- | -------------------------------- | ------------------------- | ----------------- | ----- |
| 1.             | Creatures Of The Night           | Stanley / Mitchell        | Paul Stanley      | 4:40  |
| 2.             | Deuce                            | Simmons                   | Gene Simmons      | 3:43  |
| 3.             | I Just Wanna                     | Stanley / Vinnie Vincent  | Stanley           | 4:24  |
| 4.             | Unholy                           | Simmons / Vincent         | Simmons           | 3:27  |
| 5.             | Heaven's on Fire                 | Stanley / Child           | Stanley           | 4:15  |
| 6.             | Watchin' You                     | Simmons                   | Simmons           | 3:35  |
| 7.             | Domino                           | Simmons                   | Simmons           | 3:47  |
| 8.             | I Was Made for Lovin' You        | Stanley / Child / Poncia  | Stanley           | 4:32  |
| 9.             | I Still Love You                 | Stanley / Vincent         | Stanley           | 6:03  |
| 10.            | Rock and Roll All Nite           | Stanley / Simmons         | Simmons           | 3:32  |
| 11.            | Lick It Up                       | Stanley / Vincent         | Stanley           | 4:18  |
| 12.            | Forever                          | Stanley / Michael Bolton  | Stanley           | 3:53  |
| 13.            | Take It Off                      | Stanley / Ezrin / Roberts | Stanley           | 6:04  |
| 14.            | I Love It Loud                   | Simmons / Vincent         | Simmons           | 3:20  |
| 15.            | Detroit Rock City                | Stanley / Bob Ezrin       | Stanley           | 5:30  |
| 16.            | God Gave Rock 'N' Roll to You II | Stanley / Simmons / Ezrin | Stanley / Simmons | 5:22  |
| 17.            | The Star-Spangled Banner         | Francis Scott Key         | (instrumentální)  | 2:40  |
| Celková délka: | Celková délka:                   | Celková délka:            | Celková délka:    | 66:53 |

## Obsazení
- Paul Stanley – rytmická kytara, zpěv
- Gene Simmons – basová kytara, zpěv
- Bruce Kulick – sólová kytara, zpěv
- Eric Singer – bicí, zpěv